# Holmsjön (Anundsjö socken, Ångermanland, 706401-160734)
Holmsjön är en sjö i Örnsköldsviks kommun i Ångermanland och ingår i Moälvens huvudavrinningsområde. Sjön är 12,8 meter djup, har en yta på 0,386 kvadratkilometer och är belägen 271,3 meter över havet. Sjön avvattnas av vattendraget Holmsjöbäcken.

## Delavrinningsområde
Holmsjön ingår i det delavrinningsområde (706398-160661) som SMHI kallar för Utloppet av Tällvattnet. Medelhöjden är 285 meter över havet och ytan är 14,34 kvadratkilometer. Det finns inga avrinningsområden uppströms utan avrinningsområdet är högsta punkten. Holmsjöbäcken som avvattnar avrinningsområdet har biflödesordning 2, vilket innebär att vattnet flödar genom totalt 2 vattendrag innan det når havet efter 88 kilometer. Avrinningsområdet består mestadels av skog (80 procent). Avrinningsområdet har 1,21 kvadratkilometer vattenytor vilket ger det en sjöprocent på 8,4 procent.